# Галерея Феррари
Галерея Феррари — музей, посвященный автомобилям и истории знаменитой компании Феррари. Музей был открыт в 1990 году, в 2004 году было добавлено новое крыло. В коллекции музея не только автомобили, также экспонируются призы, фотографии и другие исторические ценности итальянской марки и автоспорта, представлены технологические инновации.
Галерея Феррари находится в 300 метрах от фабрики Феррари в родном городе Феррари — Маранелло. Расположен по адресу: 43, Via Dino Ferrari — 41053 Maranello (MO). Площадь музея — 2500 м², ежегодно здесь бывает около 200 000 посетителей.
Музей разделён на тематические экспозиции: зал Славы Формулы-1, где выставлены машины, побеждавшие с 1999 по 2008 годы, первая модель Ferrari 125 S, созданная в 1947 году, реконструированный офис Энцо Феррари, одноместные модели, бокс авто с панелью управления, мастерская отца Энцо и выставка двигателей.